# Theodor Plievier
Theodor Plievier (Berlin, 12. veljače 1892. – Avegno, Švicarska, 12. ožujka 1955.), njemački književnik
U mladosti je bio rudar, mornar, gonič stoke te je proputovao mnoge zemlje, a 1918. godine sudjelovao je u ustanku mornara u Wilhelmshavenu. Bio je naprednih nazora i pripada grupi proleterskih pisaca. Od 1933. godien emigrant je u Sovjetskom Savezu, a godine 1945. vraća se u Njemačku, da bi zatim odselio u Švicarsku gdje je i umro. U svojim romanima opisao je na komunikativan i dokumentaran način velike bitke iz 1. i 2. svjetskog rata.
Djela:
- "Carevi kuliji",
- "Vrata svijeta",
- "Car ode, generali ostadoše",
- "Pomorska bitka kod Skagerraka";
- trilogija "Staljingrad", "Moskva", "Berlin".